# Mineirinho Vivo ou Morto
Mineirinho Vivo ou Morto é um filme brasileiro de 1967 do gênero "policial", dirigido e co-escrito por Aurélio Teixeira. Conta a história do criminoso José Miranda Rosa, apelidado pela imprensa sensacionalista de "Mineirinho". Sílvio César, que havia protagonizado o filme anterior do diretor, "Na Onda do Iê-Iê-Iê" (1966), canta a música-tema. 

## Sinopse
Zezé é um trabalhador comum que ama sua namorada Maria das Graças. Sua vida sofre uma reviravolta quando uma mulher desconhecida entra no bar onde estava e lhe pede ajuda contra três homens que a perseguiam. Zezé tenta impedir que os bandidos agridam a mulher e é violentamente espancado. Achando que vai morrer, Zezé mata o líder dos bandidos com uma garrafada na cabeça. Nesse momento é ouvida a sirene da polícia e todos fogem, inclusive Zezé que é levado pela mulher que se chama Isabela para um barraco no Morro da Mangueira, onde ela vai cuidar de seus ferimentos.
A vítima de Zezé era uma bandido temido e a imprensa sensacionalista abre grandes manchetes sobre o caso, apelidando Zezé de Mineirinho. A polícia continua a investigar e sobe o Morro, mas no caminho acontece um tiroteio com o traficante Cobrinha e seu bando, que também estavam atrás de Isabela. Os três policiais que estavam na ação são mortos e a imprensa atribui os crimes a "Mineirinho", que assim se torna o "Inimigo Público Número Um". O Comissário Geraldo e seus homens entram no caso, cercam o morro e começam a vigiar a namorada de Zezé. Mas Zezé consegue escapar do cerco com a ajuda de Isabela e de bandidos (Neném, Caveira, Cabo, Onofre) e moradores da favela. Revoltado com a situação, Zezé reage com violência e começa a liderar os bandidos em várias ações criminosas e também se torna um "benfeitor" da favela, agindo como um "Robin Hood" do morro, o que acirra ainda mais a perseguição a ele por parte das autoridades e da polícia.

## Elenco
- Jece Valadão...José "Zezé" Rosa do Nascimento / Mineirinho
- Leila Diniz...Maria das Graças
- Gracinda Freire...Isabela
- Fábio Sabag...Neném
- Oswaldo Loureiro...Dr. Geraldo, comissário de polícia
- Wilson Grey...Traficante Cobrinha
- Milton Gonçalves...Caveira
- Edson Silva...repórter
- Castro Gonzaga...Júlio
- Milton Moraes...Arruda ou Arubinha